# Liste der Auszeichnungen von Nelly Furtado
Dies ist eine Liste der Auszeichnungen der portugiesisch-kanadischen Popsängerin Nelly Furtado.
| Jahr | Auszeichnung                                          | Kategorie                                      | Titel                                                                            | Resultat  |
| ---- | ----------------------------------------------------- | ---------------------------------------------- | -------------------------------------------------------------------------------- | --------- |
| 2001 | Billboard Music Video Awards                          | Best Pop New Artist Clip                       | „I’m like a Bird“                                                                | Gewonnen  |
| 2001 | Comet                                                 | Newcomer International                         |                                                                                  | Nominiert |
| 2001 | Comet                                                 | Video International                            | „I’m like a Bird“                                                                | Nominiert |
| 2001 | Juno Awards                                           | Best New Solo Artist                           |                                                                                  | Gewonnen  |
| 2001 | Juno Awards                                           | Best Pop Album                                 | Whoa, Nelly!                                                                     | Nominiert |
| 2001 | Juno Awards                                           | Best Producer                                  | „I'm Like a Bird“, „Turn Off the Light“ (mit Gerald Eaton und Brian West)        | Gewonnen  |
| 2001 | Juno Awards                                           | Best Recording Engineer                        | „I'm Like a Bird“, „Turn Off the Light“ (mit Brian West und Brad Haehnel)        | Nominiert |
| 2001 | Juno Awards                                           | Best Single                                    | „I'm Like a Bird“                                                                | Gewonnen  |
| 2001 | Juno Awards                                           | Best Songwriter                                | „....On the Radio (Remember the Days)“´, „I'm Like a Bird“, „Turn Off the Light“ | Gewonnen  |
| 2001 | My VH1 Awards                                         | Welcome to the Big Time Award                  |                                                                                  | Nominiert |
| 2001 | Radio Music Awards                                    | Most Requested Song                            | „Turn Off the Light“                                                             | Gewonnen  |
| 2001 | West Coast Music Awards                               | Best Major Distribution Release                | Whoa, Nelly!                                                                     | Gewonnen  |
| 2001 | West Coast Music Awards                               | Best Pop/Dance Release                         | Whoa, Nelly!                                                                     | Gewonnen  |
| 2001 | West Coast Music Awards                               | Female Artist of the Year                      |                                                                                  | Gewonnen  |
| 2001 | West Coast Music Awards                               | Producer of the Year                           | Whoa, Nelly! (mit Gerald Eaton und Brian West)                                   | Gewonnen  |
| 2002 | American Music Awards                                 | Favorite Pop/Rock New Artist                   |                                                                                  | Nominiert |
| 2002 | ASCAP Awards                                          | Pop Music Award                                | „I'm Like a Bird“                                                                | Gewonnen  |
| 2002 | BRIT Awards                                           | Best International Female Solo Artist          |                                                                                  | Nominiert |
| 2002 | BRIT Awards                                           | Best International Newcomer                    |                                                                                  | Nominiert |
| 2002 | Canadian Radio Music Awards                           | Chart Topper Award                             |                                                                                  | Gewonnen  |
| 2002 | Echo                                                  | Newcomer International                         |                                                                                  | Nominiert |
| 2002 | Grammy Awards                                         | Best Female Pop Vocal Performance              | „I'm Like a Bird“                                                                | Gewonnen  |
| 2002 | Grammy Awards                                         | Best New Artist                                |                                                                                  | Nominiert |
| 2002 | Grammy Awards                                         | Best Pop Vocal Album                           | Whoa, Nelly!                                                                     | Nominiert |
| 2002 | Grammy Awards                                         | Song of the Year                               | „I'm Like a Bird“                                                                | Nominiert |
| 2002 | Juno Awards                                           | Best Album                                     | Whoa, Nelly!                                                                     | Nominiert |
| 2002 | Juno Awards                                           | Best Artist                                    |                                                                                  | Nominiert |
| 2002 | MuchMusic Video Awards                                | MuchMoreMusic Award                            | „....On the Radio (Remember the Days)“                                           | Gewonnen  |
| 2002 | MuchMusic Video Awards                                | People’s Choice: Favourite Canadian Artist     |                                                                                  | Gewonnen  |
| 2002 | NAACP Image Awards                                    | Outstanding New Artist                         |                                                                                  | Nominiert |
| 2004 | Comet                                                 | Video International                            | „Try“                                                                            | Nominiert |
| 2004 | Juno Awards                                           | Album of the Year                              | Folklore                                                                         | Nominiert |
| 2004 | Juno Awards                                           | Artist of the Year                             |                                                                                  | Nominiert |
| 2004 | Juno Awards                                           | Pop Album of the Year                          | Folklore                                                                         | Nominiert |
| 2004 | Juno Awards                                           | Single of the Year                             | „Powerless (Say What You Want)“                                                  | Gewonnen  |
| 2004 | Juno Awards                                           | Songwriter of the Year                         | „Childhood Dreams“, „Powerless (Say What You Want)“, „Saturdays“                 | Nominiert |
| 2004 | MuchMusic Video Awards                                | Best Pop Video                                 | „Powerless (Say What You Want)“                                                  | Gewonnen  |
| 2004 | MuchMusic Video Awards                                | Best Video                                     | „Powerless (Say What You Want)“                                                  | Gewonnen  |
| 2004 | MuchMusic Video Awards                                | MuchMoreMusic Award                            | „Powerless (Say What You Want)“                                                  | Nominiert |
| 2004 | MuchMusic Video Awards                                | People’s Choice: Favourite Canadian Artist     |                                                                                  | Nominiert |
| 2005 | Echo                                                  | Künstlerin International                       |                                                                                  | Nominiert |
| 2005 | Juno Awards                                           | Jack Richardson Producer of the Year           | „Explode“, „Try“ (mit Gerald Eaton und Brian West)                               | Nominiert |
| 2006 | American Music Awards                                 | Best Pop Artist Female                         |                                                                                  | Nominiert |
| 2006 | Billboard Music Awards                                | Hot 100 Single of the Year                     | „Promiscuous“ (featuring Timbaland)                                              | Nominiert |
| 2006 | Billboard Music Awards                                | R&B/Soul Single of the Year                    | „Promiscuous“ (featuring Timbaland)                                              | Gewonnen  |
| 2006 | Los Premios MTV Latinoamérica                         | Mejor artista pop – Internacional              |                                                                                  | Nominiert |
| 2006 | MTV Europe Music Awards                               | Best Album                                     | Loose                                                                            | Nominiert |
| 2006 | MTV Europe Music Awards                               | Best Female                                    |                                                                                  | Nominiert |
| 2006 | MTV Europe Music Awards                               | Best Song                                      | „Maneater“                                                                       | Nominiert |
| 2006 | MTV Video Music Awards                                | Best Dance Video                               | „Promiscuous“ (featuring Timbaland)                                              | Nominiert |
| 2006 | MTV Video Music Awards                                | Best Female Video                              | „Promiscuous“ (featuring Timbaland)                                              | Nominiert |
| 2006 | MTV Video Music Awards                                | Best Pop Video                                 | „Promiscuous“ (featuring Timbaland)                                              | Nominiert |
| 2006 | Teen Choice Awards                                    | Choice R&B/Hip-Hop Track                       | „Promiscuous“ (featuring Timbaland)                                              | Gewonnen  |
| 2006 | Teen Choice Awards                                    | Choice Song of the Summer                      | „Promiscuous“ (featuring Timbaland)                                              | Gewonnen  |
| 2006 | Teen Choice Awards                                    | Choice V Cast Music Artist                     |                                                                                  | Gewonnen  |
| 2006 | World Music Awards                                    | Best Canadian Pop/Rock Artist                  |                                                                                  | Gewonnen  |
| 2007 | Allianz Album of the Year                             | International Album of the Year                | Loose                                                                            | Gewonnen  |
| 2007 | Apelzin Awards                                        | Best Video                                     | „All Good Things (Come to an End)“                                               | Gewonnen  |
| 2007 | BRIT Awards                                           | Best International Female Solo Artist          |                                                                                  | Gewonnen  |
| 2007 | Echo                                                  | Hit des Jahres                                 | „All Good Things (Come to an End)“                                               | Nominiert |
| 2007 | Echo                                                  | Künstlerin International                       |                                                                                  | Nominiert |
| 2007 | Fryderyki                                             | International Album of the Year                | Loose                                                                            | Nominiert |
| 2007 | Grammy Awards                                         | Best Pop Collaboration with Vocals             | „Promiscuous“ (featuring Timbaland)                                              | Nominiert |
| 2007 | Juno Awards                                           | Album of the Year                              | Loose                                                                            | Gewonnen  |
| 2007 | Juno Awards                                           | Artist of the Year                             |                                                                                  | Gewonnen  |
| 2007 | Juno Awards                                           | Juno Fan Choice Award                          |                                                                                  | Gewonnen  |
| 2007 | Juno Awards                                           | Pop Album of the Year                          | Loose                                                                            | Gewonnen  |
| 2007 | Juno Awards                                           | Single of the Year                             | „Promiscuous“ (featuring Timbaland)                                              | Gewonnen  |
| 2007 | MTV Australia Awards                                  | Best Female Artist                             | „Promiscuous“ (featuring Timbaland)                                              | Nominiert |
| 2007 | MTV Australia Awards                                  | Sexiest Video                                  | „Maneater“                                                                       | Nominiert |
| 2007 | MTV Europe Music Awards                               | Best Album                                     | Loose                                                                            | Gewonnen  |
| 2007 | MTV Europe Music Awards                               | Best Solo                                      |                                                                                  | Nominiert |
| 2007 | MTV Europe Music Awards                               | Most Addictive                                 | „All Good Things (Come to an End)“                                               | Nominiert |
| 2007 | MTV Video Music Awards                                | Female Artist of the Year                      |                                                                                  | Nominiert |
| 2007 | MuchMusic Video Awards                                | Best International Video by a Canadian Artist  | „All Good Things (Come to an End)“                                               | Nominiert |
| 2007 | MuchMusic Video Awards                                | Best International Video by a Canadian Artist  | „Say It Right“                                                                   | Nominiert |
| 2007 | MuchMusic Video Awards                                | MuchMoreMusic Award                            | „Say It Right“                                                                   | Nominiert |
| 2007 | MuchMusic Video Awards                                | People’s Choice: Favourite Canadian Artist     |                                                                                  | Nominiert |
| 2007 | NRJ Music Awards                                      | International Revelation of the Year           |                                                                                  | Gewonnen  |
| 2007 | NRJ Music Awards                                      | International Song of the Year                 | „Maneater“                                                                       | Nominiert |
| 2007 | People’s Choice Awards                                | Favorite Hip-Hop Song                          | „Promiscuous“ (featuring Timbaland)                                              | Nominiert |
| 2007 | Socan Awards                                          | Socan Urban Music Award                        | „Promiscuous“ (featuring Timbaland)                                              | Gewonnen  |
| 2007 | Teen Choice Awards                                    | Choice Female Artist                           |                                                                                  | Nominiert |
| 2007 | Telenet TMF Awards                                    | Best Female Artist                             |                                                                                  | Gewonnen  |
| 2008 | ASCAP Awards                                          | Song of the Year                               | „Say It Right“                                                                   | Gewonnen  |
| 2008 | Canadian Radio Music Awards                           | Chart Topper Award                             | Loose                                                                            | Gewonnen  |
| 2008 | DIVA-Award                                            | Der Deutsche Musikpreis                        | Loose                                                                            | Gewonnen  |
| 2008 | Echo                                                  | Album des Jahres                               | Loose                                                                            | Nominiert |
| 2008 | Echo                                                  | Hit des Jahres                                 | „Say It Right“                                                                   | Nominiert |
| 2008 | Echo                                                  | Künstlerin International                       |                                                                                  | Gewonnen  |
| 2008 | Grammy Awards                                         | Best Pop Collaboration with Vocals             | „Give It to Me“ (featuring Timbaland & Justin Timberlake)                        | Nominiert |
| 2008 | Grammy Awards                                         | Best Female Pop Vocal Performance              | „Say It Right“                                                                   | Nominiert |
| 2008 | Honor the Royal Conservatory of Music and Arts Canadá |                                                |                                                                                  | Gewonnen  |
| 2008 | International Dance Music Awards                      | Song of the Year                               | „Say It Right“                                                                   | Gewonnen  |
| 2008 | Juno Awards                                           | Juno Fan Choice Award                          |                                                                                  | Nominiert |
| 2008 | Kulturnews-Award                                      | Beste Tournee                                  | Get Loose Tour                                                                   | Gewonnen  |
| 2008 | NRJ Music Awards                                      | International Female Artist of the Year        |                                                                                  | Nominiert |
| 2008 | People’s Choice Awards                                | Favorite Hip-Hop Song                          | „Give It to Me“ (featuring Timbaland & Justin Timberlake)                        | Nominiert |
| 2008 | Swiss Music Awards                                    | Album International                            | Loose                                                                            | Gewonnen  |
| 2009 | Los Premios 40 Principales                            | Mejor artista internacional en lengua española |                                                                                  | Nominiert |
| 2009 | Los Premios 40 Principales                            | Mejor canción internacional en lengua española | „Manos al aire“                                                                  | Nominiert |
| 2009 | Los Premios MTV Latinoamérica                         | Canción del año                                | „Manos al aire“                                                                  | Nominiert |
| 2009 | Los Premios MTV Latinoamérica                         | Video del año                                  | „Manos al aire“                                                                  | Nominiert |
| 2010 | Billboard Latin Music Awards                          | Hot Latin Songs Artist of the Year, Female     |                                                                                  | Nominiert |
| 2010 | Billboard Latin Music Awards                          | Latin Digital Album of the Year                | Mi plan                                                                          | Nominiert |
| 2010 | Billboard Latin Music Awards                          | Latin Pop Airplay Artist of the Year, Female   |                                                                                  | Nominiert |
| 2010 | Billboard Latin Music Awards                          | Tropical Airplay Artist of the Year, Female    |                                                                                  | Nominiert |
| 2010 | Latin Grammy Awards                                   | Best Female Pop Vocal Album                    | Mi plan                                                                          | Gewonnen  |
| 2010 | Premio Lo Nuestro                                     | Mejor artista femenina del año                 |                                                                                  | Nominiert |
| 2010 | Premio Lo Nuestro                                     | Mejor solista o grupo revelación del año       |                                                                                  | Gewonnen  |
| 2010 | Premios Monitor Latino                                | Album solista femenino del año (Genero pop)    | Mi plan                                                                          | Nominiert |
| 2010 | Premios Monitor Latino                                | Canción del año (Genero pop)                   | „Manos al aire“                                                                  | Nominiert |
| 2010 | Premios Monitor Latino                                | Canción solista femenino del año (Genero pop)  | „Manos al aire“                                                                  | Nominiert |
| 2010 | Premios Monitor Latino                                | Solista femenino del año (Genero pop)          |                                                                                  | Nominiert |
| 2012 | MTV Europe Music Awards                               | Best World Stage Act                           |                                                                                  | Nominiert |
| 2012 | MTV Video Music Awards                                | Best Video with a Message                      | „Is Anybody Out There?“ (K’naan featuring Nelly Furtado)                         | Nominiert |
| 2012 | MuchMusic Video Awards                                | Director of the Year                           | „Big Hoops (Bigger the Better)“ (Little X)                                       | Nominiert |
| 2012 | MuchMusic Video Awards                                | MuchVIBE Hip-Hop Video of the Year             | „Is Anybody Out There?“ (K’naan featuring Nelly Furtado)                         | Nominiert |
| 2013 | Juno Awards                                           | Pop Album of the Year                          | The Spirit Indestructible                                                        | Nominiert |